# 시드니 채플린 (미국 배우)
시드니 채플린(영어: Sydney Earle Chaplin, 1926년 3월 31일 ~ 2009년 3월 3일)는 미국의 연극 배우, 영화배우이다.
베벌리힐스에서 태어났으며 랜초미라지에서 사망하였다. 사인은 뇌졸중이다. 보주에 매장되었다.

## 영화
- 찰리 채플린의 인생, 그리고 예술 (2003년) - 본인 역
- 트램프와 히틀러 (2002년) - 본인 역
- 사탄의 치어리더 (1977년)
- 시실리안 (1969년)
- 홍콩에서 온 백작 (1967년)
- 용의자 (1967년)
- 채플린 회고 (1959년)
- 원더풀 타운 (1958년)
- 파라오의 땅 (1955년)
- 라임라이트 (1952년)